# Südstadion
Il Südstadion è uno stadio di calcio di Colonia, che ospita le partite casalinghe del Fortuna Colonia e del Colonia femminile.
Dal 2021 ospita anche le partite dei Cologne Crocodiles e dei Cologne Centurions di football americano.